# Айммарт, Мария Клара
Мария Клара Айммарт (нем. Maria Clara Eimmart, Мюллер, 27 мая 1676 — 28 октября 1707) — нюрнбергский астроном.

## Биография
Как дочь Георга Кристофа Айммарта (1638—1705), основателя обсерватории Нюрнберга, она поддерживала его и получала информацию из обсерватории. Мария Клара была независимым астрономом-наблюдателем, и разработала около 250 эскизов луны в 1693—1698 годах, а также наблюдала 12 мая 1706 года кольцеобразное солнечное затмение.
Её отец умер в 1705 году, и обсерватория была приобретена городом Нюрнберг. В январе 1706 года в возрасте 29 лет она вышла замуж за Иоганна Генриха Мюллера (1671—1731), который с 1687 года был помощником её отца, и который был назначен новым директором обсерватории. Мария-Клара умерла в 1707 году во время родов.
Пять писем от Марии Клары Айммарт к Шейхцеру Иоганну Якову (1672—1733) хранятся в Центральной библиотеке Цюриха. Большинство её эскизов Луны вместе с имуществом её отца находятся в Санкт-Петербурге. Некоторые из её картин сохранились в астрономической обсерватории в Болонье.